# Экитыки (озеро)
Эки́тыки (Экитики, Якитики) — озеро в Чукотском автономном округе России. Относится к бассейну реки Экитыки, которая проходит через озеро. Площадь озера 20 (38,9) км². Площадь водосборного бассейна — 1242 км².
Названо по одноимённой реке, название которой переводится с чукот. как «незамерзающая».
Озеро длинное и узкое (14 км в длину и в среднем 1,2 км в ширину). В верхней части озера выделяется мыс Копьё. Расположено на высоте 205 (206) метров над уровнем моря.
Как и все тундровые озёра, оно замёрзшее большую часть года.
Экитыки является единственным местом на всем Евразийском континенте, где был пойман Prosopium coulterii.